# Karl Konrad Tschira
Karl Konrad Tschira (* 23. September 1868 in Lörrach; † 28. März 1911 ebenda) war ein großherzoglich badischer Hoffotograf.

## Leben
Karl Konrad Tschira war ein Sohn des Fotografen Karl Christian Tschira. Er erhielt eine Ausbildung zum Fotografen im väterlichen Betrieb sowie in der Schweiz. Nach dem frühen Tod des Vaters 1888 führte er zunächst gemeinsam mit seiner Mutter das väterliche Geschäft, bis er 1889, die Filialen im Mühlheim/Elsass, Zell, Freiburg, Basel sowie das Stammhaus Lörrach übernahm. Er war seit 1889 mit Ernestine Friederike (geb. Eichin) verheiratet. 
Er machte sich als guter Fotograf einen Namen und folgte seinem Vater als badischer Hoffotograf. Tschira baute die unternehmerischen Aktivitäten des Vaters aus: neben die vorhandenen Immobilien traten Aktivitäten in der Tourismusbranche. Karl Konrad Tschira erkannte den beginnenden Tourismus und erwarb zu den südbadischen Hotels und Pensionen eine Reihe von Pensionen im Harz. Auf den Bauboom der Gründerzeit und ihrer Ausläufer reagierte er, indem er, ebenfalls am und im Harz, mehrere Lehm- und Tongruben, Steinbrüche und Ziegeleien erwarb. Diese Aktivitäten wurden später in der Deutschen Gips Compagnie AG zusammengeführt. Mit 42 Jahren verstarb er an einem Herzinfarkt. 
Seine Frau Ernestine Friederike führte zwischen 1911 und 1922 die Geschäfte fort, bevor sie diese aufgeteilt erst an ihren Sohn Hanns Tschira, dann an Eugen Tschira und schließlich an Wilhelm Tschira übergab.
| Personendaten    | Personendaten        |
| ---------------- | -------------------- |
| NAME             | Tschira, Karl Konrad |
| KURZBESCHREIBUNG | deutscher Fotograf   |
| GEBURTSDATUM     | 23. September 1868   |
| GEBURTSORT       | Lörrach              |
| STERBEDATUM      | 28. März 1911        |
| STERBEORT        | Lörrach              |